# Cha-Cha-Cha
A Cha-Cha-Cha 1982-ben bemutatott magyar filmszatíra, mely körképet fest az 1960-as évek középiskolás hétköznapjairól. A film korabeli hangulatú kísérőzenéjét a Hungária együttes játssza.

## Cselekmény
Gruber Ernő középiskolai tanuló, valahol Budapesten, valamikor az 1960-as évek közepén. Tipikus kispolgári családból származik, egy szürke bérházban él megtört édesapjával, fáradt édesanyjával, kis testvéreivel. Szülei negyedik gyermeküket várják, komoly anyagi gondokkal küszködnek, már a család magnetofonjának az eladása is szóba került. A gimnáziumban a szokásos élet zajlik a fiúk között. Dohányoznak a vécében, sztriptízes golyóstollakkal hergelik egymást, ha néha megtehetik ellógnak, császárkörte likőrös fiúbulikat tartanak, a magnón tvisztet és csacsacsát hallgatnak.
Noha Ernőben tombolnak a hormonok, ő az örök vesztes. Mikor barátaihoz felmegy bulizni, próbálkozásai a lányoknál sikertelenek, ő az, aki mindig egyedül megy haza. Jelentéktelen személyére egyetlen lány sem kíváncsi, ha megpróbálja előadni a nagymenőt, az még szánalmasabbra sikeredik. Tetejébe halálosan szerelmes az iskola legmenőbb lányába, Fekete Virágba, névtelen szerelmes leveleket és verseket ír hozzá. Virág viszont a vagány Sztásni barátnője. Ernő reménytelen vágyakozással, az otthonról elcsent óvszerrel és a menőséget jelenteni próbáló három szál Daru cigarettával felszerelkezve indul a gimnázium nagytermében tartott vasárnap esti tánciskolába.
A tánciskolát az unott és fájós lábú tánctanár és partnere, a kedves Bözsike tartja, a kíséretet egy harmadrendű presszózenekar adja. Noha a tanulók a twisztet szeretnék leginkább gyakorolni, a már rég lefutott, régi táncokat veszik előre. A tánciskolák szabályai szerint a fiúk és lányok meghatározott sorrendben cserélik táncpartnereiket. Ezalatt többek között egy undok, majd egy csúnya lánnyal táncol. Az egyetlen lány, aki szimpatizál vele, neki nem jön be, szeme sarkából mindig csak Virágot és Sztásnit figyeli. Az egyik cserénél Virág lesz a partnere. Karjaiban tarthatná álmai asszonyát, de csak zavarba jön. Virág már tudja, ő írta hozzá a verseket. Meglepően kedves Ernővel, de nincsenek egy súlycsoportban, kapcsolatukra esély sincs.
Ernő szokás szerint egyedül indul haza, ezen az estén sem sikerült partnert találnia. Hazafele osztálytársai egy parkban csoportosulnak. Fogalma sincs miről van szó, mikor őt is odahívják azzal, mutasd meg, géppuskaláb. A földön Virág fekszik. A fél tánciskola már túl van rajta, de erőszakról szó sincs. Itt volna a nagy lehetőség Ernő számára, életében először csinálhatná, tetejébe álmai asszonyával, akihez verseket írt. A szerelem és a csalódottság hatására azonban nem áll be a sorba, nekirohan a többieknek, állatnak nevezi őket. Agyba-főbe verik, elszakítják erre az alkalomra kapott  zakóját. Hajnalban tántorog haza, elkeseredetten, csalódottan, összeverve. 
Ernő édesapja önmagából kivetkezve, szinte hisztérikusan kéri számon fia véresre vert állapotát, szétszakított ruháját, ám ő nem válaszol. Mikor ezért dühében meg akarja ütni, Ernő lefogja a kezét, nem hagyja magát. Apja a döbbenten veszi észre, hogy fia felett is elveszítette hatalmát. Összezavarodva megy vissza szobájába, majd miután eltűnik a képből, egy lövés hallatszik. Noha nem látható, ez arra utalhat, hogy addig is rossz lelkiállapotú apja a döbbenet és a megaláztatás hatására pisztollyal öngyilkos lesz. A lövés hangját az eredeti moziváltozatból kihagyták, de a felújított változaton szerepel.

## A cselekmény időpontja
A filmben aznapi eseményként mutatják a tévéhíradóban  Hruscsov, szovjet pártfőtitkár magyarországi látogatását, mely 1964 áprilisában volt. A híradó után a valóságban 1963-ban adott Tell Vilmos sorozat Titkos fegyver epizódja ment a televízióban. A filmben feltétlenül megnézendő látnivalóként említik a korszak szigorúan korhatáros olasz filmjét, az 1965-ben készült, de nálunk csak 1966-ban bemutatott Cicababákat.

## A film zenéje
A filmben hallható dalok Fenyő Miklós, Novai Gábor és a  Hungária együttes többi tagjának szerzeményei. Filmzenei album nem jelent meg, de a dalok egy része hallható az együttes Finálé? című 1983-as albumán, valamint négy dalt kiadtak kislemez formájában (Pepita – SPS 70531). 
1. Cha-Cha-Cha 
2. Ocelot Vénusz
3. Lunapark
4. Hully Gully

## Forgatási helyszínek
- A bevezető jelenet a jegessel Budapesten, a VIII. kerületi Lőrinc pap téren készült.
- A villamos jelenet a Bem rakparton a Batthyány tér és a Lánchíd között készült.
- A tánciskola forgatási helyszíne a II. Rákóczi Ferenc gimnázium nagyterme és folyosói. A gimnázium épületét 2002 után igen jelentősen átépítették, így a filmben látható terem már nem létezik.
- A fiúk film eleji utcai hülyéskedése jelenet a Bajcsy-Zsilinszky közben készült, a császárkörte likőrös buli eszerint az 1. házszám alatt volt.
- Az öltöny megvásárlása a Kossuth Lajos utcai, azóta lebontott Úttörő áruházban történt.
- A trafikjelenet után a szovjet pártdelegáció a kocsijaival az V. kerületi Roosevelt téren hajtott át.
- A tánciskola után a lépcsősor az I. kerületi Ilona lépcső.
- A nagy verekedés a Halászbástya lépcsősora alatt történt.

## Érdekességek a korszakról
- A Cicababák a korszak magyarországi viszonyai közepette egy botrányosan erotikusnak számító, szigorúan 18 éven felülieknek szóló olasz film volt. A mozikban kicsit is kétséges esetekben személyi igazolvánnyal kellett igazolni a betöltött 18. életévet.
- A trafikokban szálra is lehetett cigarettát kapni, kis papírtasakokban. A trafikosoknak jogukban állt 18 éven aluliaknak nem adni, de általában adtak. A Daru egy népszerű, viszonylag drágább márka volt
- A császárkörte likőr egy kedvelt és viszonylag olcsó itala volt a korszak fiataljainak.
- A sztriptízes toll nagy szenzáció volt, szigorúan magánimportból volt beszerezhető. A közönséges golyóstoll oldalán egy felöltözött hölgy képe volt. Ha a tollat megfordították, a színes folyadékból álló ruha lefolyott, a hölgy meztelenné változott.
- A tánciskolák az 1960-as években igen népszerűek voltak, ez a mai "disco" őse volt. A táncparkettet a könnyebb forgások végett sóval szórták fel.  Táncos szórakozóhelyeken az egy táncra szóló, manapság ismeretlen lekérés teljesen természetes dolog volt akkoriban.
- A televízió első éveiben egy tévékészülék birtoklása ritka dolog volt, egy jobb műsorra sokszor meghívták a szomszédokat is. A Tell Vilmos sorozat azokban az években ment, igen népszerű volt. A tévé elé tehető színezett előtét bizonyos jeleneteknél a színes kép illúzióját keltette. Alul zöldes, középen sárgás, felül kék volt, ezzel a fű, az épületek és az ég színét próbálta visszaadni.
- A villamoskocsi egy 1913-ban készült BVVV L típus. Favázas, nyitott peronos volt, a vezető állva dolgozott. A cselekmény időpontjában még több vonalon használták, 1980-ban vonták ki a forgalomból. Egy példány Hollandiába, majd onnan  Debrecenbe került, egy másik budapesti nosztalgiavillamosként szolgál. Az 1960-as években az UV szerelvény volt a legmodernebb villamos.
- Az 1960-as évek elején a villamosokon még kalauz szolgált. A filmben a kalauz lyukasztja a jegyeket. Lyukasztani csak a különféle átszálló- és hetijegyeket kellett, az egyszerű vonaljegyet csak letépték a tömbből. Az utasok által kezelt sárga villamosjegyet a BKV megalapításakor vezették be. Előtte a villamosokat a filmben is jól látható módon a Fővárosi Villamosvasút (FVV) üzemeltette.
- Ernő zakóját az azóta lebontott Úttörő Áruházban vették, érdekessége volt a filmben is látható repülő, a kis tó és a folyamatosan hallható gyerek- és úttörő dalok. A vásárlókat eladók szolgálták ki, gyakori volt a filmben is látható tisztességtelen rábeszélés. Az igen gyenge anyagból készült sötétkék öltöny afféle nem túl népszerű egyenviselet volt, például iskolai ünnepségek alkalmával.
- Azokban az években már több féle tipusú hűtőszekrény is kapható volt, ennek ellenére szegényebb családoknál még jégszekrényt használtak. A jeges eleinte lovaskocsival, majd teherautóval járt, „itt a jeges” felkiáltással reklámozta magát. A rúdjeget jégcsákánnyal adagolta, többnyire vödrökbe.
- Az iskola nagytermében egy felirat látható, „üdvözöljük a bevonuló fiatalokat”. A sorozásokat gyakran iskolákban tartották, tanítás után, vagy szünidőben. A megalázó procedúra részeként egy értelmetlenül felületes orvosi vizsgálat is történt. A főiskolára azonnal fel nem vett, de alkalmas leérettségizett fiatalok néhány hónapon belül számíthattak a behívóra és a kétéves szolgálatra, emiatt semmilyen komoly tevékenységbe, vagy párkapcsolatba nem volt értelme fogniuk. Az érettségi és a behívás közötti hónapok többnyire céltalan tengéssel-lengéssel teltek.
- A filmben is látható kék iskolaköpenyt 1963-ban vezették be. Teljesen elfogadott ruhadarab volt, semmi különösebb ellenállást nem váltott ki a diákokból.
- A filmben egy BRG M5 Mambo szalagos magnó látható. A hatvanas évek közepére elavult típusnak számított. Utóda a lényegesen komolyabb BRG M8 Calypso, majd a tranzisztoros BRG M20 Qualiton. A magnó bal oldalán egy magyar gyártmányú Ozafon szalag orsója látható.

## Szereplők
- Rudolf Péter – Gruber Ernő
- Tallós Rita – Fekete Virág
- Epres Attila – Zöld
- Usztics Mátyás – Sztásni
- Hollósi Frigyes – Tánctanár
- Géczy Dorottya – Bözsike, tánctanárnő
- Kristóf Tibor – Gruber papa
- Várhegyi Teréz – Gruber mama
- Eszenyi Enikő – Gádor Fanni
- Kaszás Attila – Gál Slici
- Töreky Zsuzsa – Zaturek Ibi
- Besenczi Árpád - tánciskolás fiú
- Sztárek Andrea - Gregorek Ica
- Sipos András – Rezső, a dobos
- Kádár Lehel - Zongorista